# Omega 6: Nem tudom a neved
A Nem tudom a neved az Omega hatodik magyar stúdióalbuma, 1974-ben vették fel, 1975-ben jelent meg. A hangzásban nagyobb szerepet kapott a szintetizátor, Kóbor János pedig első ízben az összes szólamot felénekelte.

## Kiadások
| Év   | Kiadó           | Formátum | Sorszám    | Megjegyzések |
| ---- | --------------- | -------- | ---------- | --- |
| 1975 | MHV Pepita      | LP       | SLPX 17483 | A hanglemez eredetileg kétféle borítóval látott napvilágot: az "elterjedt" sötét rózsaszínű és világosbarna borítókkal. Kiadás szempontjából az első a barna borítós (csehszlovák) kiadás volt. Ebből nem készült utángyártott laminált változat. Pár évvel később jelent meg a rózsaszín borítós változat, mely normál és laminált borítókkal egyaránt került a boltokba. |
| 1976 | MHV             | MC       |            | |
| 1988 | MHV Vivát       | CD       | HCD 37401  | Omega 6-7. – két album anyaga egy CD-n, tartalmazza a Tűzvihar áthangszerelt változatát is. Magyarországon ez volt a második CD-kiadvány a szintén az Omega Platina című válogatásalbuma után. |
| 1993 | Hungaroton Mega | CD       | 93/M-087   | Tartalmazza a Tűzvihar áthangszerelt változatát is. |
| 1994 | Hungaroton Mega | CD       | HCD 17483  | Égi vándor 1974–1981 – Az Omega összes nagylemeze II.. |
| 2001 | Hungaroton Mega | CD       | HCD 87615  | Tűzvihar – Stormy Fire – felújított kiadás angol bónuszdalokkal, Antológia vol. 2. 1970–1975 – Hard rock albumok részeként és önállóan is megjelent. |
| 2001 | Hungaroton      | MC       | MMCA 87615 | |
| 2001 | BMG Germany     | CD       |            | Anthology vol. 2. 1970–1975 – Hard Rock Alben – németországi licenckiadás. |
| 2015 | Hungaroton      | CD       |            | LP Anthology – Az Omega első 13 albumának gyűjteményes kiadása, az eredeti lemezek hangzásával és dallistájával. |

## Az albumhoz kapcsolódó kislemez
| A-oldal         | B-oldal                   | Év   | Kiadó      | Sorszám | Megjegyzések                                       |
| --------------- | ------------------------- | ---- | ---------- | ------- | -------------------------------------------------- |
| A könyvelő álma | Az égben lebegők csarnoka | 1976 | MHV Pepita |         | Az Égben lebegők csarnoka eltér az albumverziótól. |

## Dalok

### Első oldal
1. Nem tudom a neved (Mihály Tamás – Kóbor János – Sülyi Péter)
2. Addig élj! (Molnár György – Kóbor János)
3. Egyszemélyes ország (Benkő László, Debreczeni Ferenc, Mihály Tamás, Molnár György – Kóbor János – Sülyi Péter)

### Második oldal
1. A bűvész (Molnár György – Kóbor János – Sülyi Péter)
2. Az égben lebegők csarnoka (Molnár György – Kóbor János – Sülyi Péter)
3. Mozgó világ (Mihály Tamás – Kóbor János – Sülyi Péter)
4. Huszadik századi városlakó (Benkő László – Kóbor János – Sülyi Péter)

### Bónusz a CD-kiadásokon
1. Tűzvihar (Molnár György – Adamis Anna) – 1974-ben rögzített áthangszerelt változat.

### Nem tudom a neved (rádiófelvétel)
A Nem tudom a neved c. dal eredeti, 5’26”-es rádiófelvétele 1986-ban, a Komjáthy György rádiós műsorvezető által összeállított Töltsön egy órát kedvenceivel! c. nagylemezválogatáson jelent meg. Ez nemcsak hosszában különbözik a nagylemezverziótól, teljesen más felvétel.
A rádió műsoraiban rendszeresen játszották. Napjainkban a Hungaroton oldaláról fizetősen letölthető. Ez a változat egyetlen más hanghordozón sem jelent meg.

### Alternatív kiadás (Tűzvihar – Stormy Fire)
A 2001-ben az Antológia-sorozatban megjelent felújított kiadáson megváltoztatták a sorrendet, és kerültek fel dalok az Omega III albumról is.
1. Tűzvihar
2. Addig élj!
3. Huszadik századi városlakó
4. Egyszemélyes ország
5. Mozgó világ
6. A bűvész
7. Nem tudom a neved
8. Az égben lebegők csarnoka
9. Everytime She Steps In (Régvárt kedvesem) (Mihály Tamás – Kóbor János)
10. Just a Bloom (Eltakart világ – Egy perc nyugalom) (Mihály Tamás – Kóbor János – Sülyi Péter)
11. Go on the Spree (Egyszemélyes ország)
12. Live as Long as (Addig élj!)
13. Stormy Fire (Tűzvihar)

A Tűzvihar című dal 1969-ben a 10000 lépés című albumra is felkerült, eredetileg teljesen más hangzással.

### Közreműködött
- Benkő László – billentyűs hangszerek
- Debreczeni Ferenc – dob, ütőhangszerek
- Kóbor János – ének, vokál
- Mihály Tamás – basszusgitár
- Molnár György – gitár

## Produkció
- Sárosi Tamás – hangmérnök
- Körmendi Vilmos – zenei rendező
- Sajnovits Sándor – borítógrafika